# Opozicijski batni motor
Opozicijski batni motor (ang. opposed-piston engine) je vrsta batnega motorja z notranjim zgorevanjem. V enem valju sta nameščena dva bata, ki se delita skupno zgorevalno komoro.
Opozicijski motor ni isto kot protibatni "bokser" motor ali pa Dvoakcijski batni motor.
V praksi se opozicijski motorji sorazmerno malo uporabljajo.